# Веселовский, Иван Николаевич
Ива́н Никола́евич Весело́вский (14 [26] ноября 1892, Москва — 24 июня 1977, Москва) — русский и советский механик, математик и историк науки; переводчик «Альмагеста».

## Биография
Родился 14 (26) ноября 1892 года в Москве в профессорской семье: его отец, Николай Николаевич Веселовский, был директором Константиновского Межевого института; мать — Ольга Михайловна, урождённая Гуляева.
В 1911 году с золотой медалью окончил Московскую 4-ю гимназию и поступил на математическое отделение физико-математического факультета Московского университета. Темой его дипломной работы, которую он выполнял под руководством Н. Е. Жуковского и В. П. Ветчинкина, были проблемы, связанные с воздухоплаванием. По окончании университета в 1916 году был оставлен для подготовки к профессорскому званию; одновременно он работал в расчётно-испытательном бюро при Аэродинамической лаборатории Московского высшего технического училища в качестве старшего вычислителя.
Несколько лет он проработал также инженером-исследователем в ЦАГИ под руководством Н. Е. Жуковского. Когда под председательством Г. М. Кржижановского начала работать Государственная комиссия по электрификации России (ГОЭЛРО), Веселовский вместе с другими сотрудниками МВТУ принял участие в её работе, а позже — в работе Госплана (до 1926 г.). Первой его печатной работой стала «Методология экономического районирования», в которой решалась задача об экономически обоснованном разделении территории России на административно-экономические районы и которая вошла — в качестве введения — в «Доклад Госплана 5-й сессии ВЦИК» (1922).
В 1921 году началась педагогическая работа И. Н. Веселовского в Московском высшем техническом училище, продолжавшаяся до его выхода на пенсию в 1970 году. Он читал курсы и вёл практические занятия по теоретической механике; в 1952 году защитил докторскую диссертацию и с 1953 года занял профессорскую должность.

## Труды
И. Н. Веселовский перевёл с древнегреческого «Альмагест» Клавдия Птолемея; занимался переводами сочинений Евклида (1948—1950), Аристарха Самосского (1961), Архимеда (1962), Коперника, Диофанта (1974), Герона Александрийского и Иордана Неморария. Неопубликованным остался перевод сочинения итальянского астронома Дж.  Скиапарелли «Гомоцентрические сферы Евдокса и Калиппа». 
Им выполнен перевод сочинения «Математическая теория явлений бильярдной игры» Г. Г. де Кориолиса.
И. Н. Веселовский выполнил ряд фундаментальных работ по истории математики, механики и астрономии:
- «Египетская наука и Греция». —  Институт истории естествознания и техники, 2, 1948. — с. 426—498.
- «Вавилонская математика», Труды Института истории естествознания и техники. — М.: Академия наук СССР, 1955. — В. 5. — С. 241—304.[8]
- «Звездная астрономия Древнего Востока», в сб.: Вопросы истории физико-математических наук, под ред. Рыбникова К.А., М.: Высшая школа, 1963.
- «Египетские деканы», ИАИ, Вып. 10, 1969, С. 39—62.[9]
- «Кеплер и Галилей» (1972)
- «Коперник и Насир ад-Дин ат Туси» (1973)
- «Астрономия орфиков»[10]
- Очерки по истории теоретической механики. — М.: Высшая школа, 1974. — 287 с. (Изд. 2-е. — Москва : URSS, 2010. — 285 с.).

Он — автор учебников и научно-популярных книг:
- Веселовский И. Н., А. Е. Тимаков А. Е.  Техническая механика — Москва ; Ленинград : Онти Глав. ред. техн.-теоретич. лит-ры, 1937 (Ленинград : 3 тип. ОРТИ). — 214 с.
- Динамика. — Москва ; Ленинград : Гостехиздат, 1941 (Ленинград). — 128 с.
- Курс механики — Москва ; Ленинград : Гостехиздат, 1947 (Ленинград : Тип. «Печатный двор»). — 592 с.
- Сборник задач по теоретической механике — Москва : Гостехиздат, 1955. — 500 с
- Архимед. — М., 1957 — 111 с.
- Христиан Гюйгенс — М.: Учпедгиз, 1959.
- Веселовский И. Н., Белый Ю. А.  [www.astro-cabinet.ru/library/vbnk/nikolay-kopernik.htm Николай Коперник. 1473—1543]. — М.: Наука, 1974. — 454 с. — (Научно-биографическая серия)..